# Пичкур, Евгений Анатольевич
Евгений Анатольевич Пичкур (укр. Євген Анатолійович Пічкур; род. 30 августа 1979, Жёлтые Воды, Днепропетровская область) — украинский футболист, полузащитник.

## Карьера

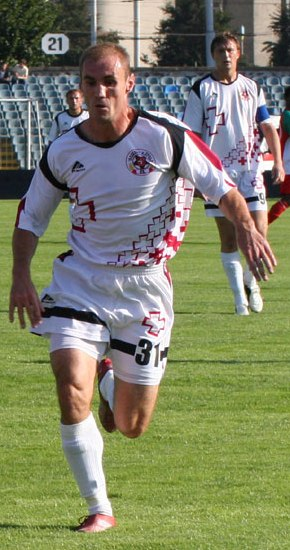
Евгений Пичкур

Воспитанник желтоводского футбола. Первый тренер — В. Г. Кузьминский.
Первой взрослой командой Евгения был «Авангард» из Орджоникидзе. В 2003 году, в возрасте 23-х лет, впервые оказался в профессиональном клубе — «Олимпия ФК АЭС» из Южноукраинска, однако не смог стать игроком основного состава и вернулся в любительские команды. Отыграл три сезона в криворожском «Атланте», в составе которого становился чемпионом и обладателем Кубка города, подымал над головой Кубок области.
В начале 2006 года подписал контракт с криворожским «Горняком», во второй половине года находился в «Александрии». 2007 и 2008 года был в «Крымтеплице». Весной 2009 года играл в черниговской «Десне». С лета 2009 года по лето 2012 года был игроком луцкой «Волыни». Гол Евгения в ворота киевского «Арсенала» был признан лучшим в 6-м туре чемпионата Украины 2011/12.
В июне 2012 года был на просмотре в «Кривбассе», однако всё же перешёл в полтавскую «Ворсклу». 14 сентября 2012 года покинул клуб по взаимному согласию.
С 2013 года играет за ПФК «Александрия», за который играл ранее. В сезоне 2012/13 он вместе с командой стал бронзовым призёром Первой лиги Украины, клуб уступил лишь алчевской «Стали» и «Севастополю». Пичкур принял участие в 12 играх и забил 2 мяча.
Второй круг сезона 2013/14 провёл в харьковском  ,,Гелиосе" , за который забил один гол , после чего завершил профессиональную карьеру.

## Достижения
- Бронзовый призёр Первой лиги Украины: 2012/13